# Łoboda rozłożysta
Łoboda rozłożysta (Atriplex patula L.) – gatunek rośliny w różnych systemach klasyfikacyjnych włączany do rodziny komosowatych lub szarłatowatych. 

## Zasięg geograficzny
Rodzimy zasięg obejmował Europę, obszary Azji o umiarkowanym klimacie i Afrykę Północną, jednak gatunek ten zawleczony został do Ameryki, Nowej Zelandii i południowej Afryki. Obecnie jest gatunkiem kosmopolitycznym rozprzestrzenionym na całym świecie; poza Antarktydą występuje na wszystkich kontynentach i na wielu wyspach (łącznie z Grenlandią).  W Polsce jest bardzo pospolity na całym obszarze kraju.
Status gatunku we florze Polski: gatunek rodzimy.

## Morfologia
ŁodygaWyprostowana, czasami płożąca się, zielona, lśniąca, o wysokości do 1 m. Jest obficie rozgałęziona zwłaszcza w dolnej części. Odgałęzienia te są przeważnie sztywno wzniesione do góry.
LiścienieKrótkoogonkowe, długie, wąskie, o zaokrąglonych wierzchołkach.
LiścieNiezbyt szerokie i zróżnicowane kształtem. Dolne mają kształt rombowatooszczepowaty do eliptyczno-lancetowatego, czasami są trójklapowe lub nierówno ząbkowane. Górne są lancetowate i całobrzegie.
KwiatyKwiaty rozdzielnopłciowe zebrane w kłębiki a te z kolei w wyprostowane, przerywane kłosy. Kwiaty żeńskie bez okwiatu, o bocznie spłaszczonej zalążni. Posiadają 2 zrośnięte jajowatoromboidalne podkwiatki o wystających rogach bocznych, szerokości 2-6 mm. Są całobrzegie lub ząbkowane, i mają górną powierzchnię gładką lub guzkowatą. Kwiaty męskie  mają 5-listkowy okwiat i 5 pręcików.
OwocJednonasienny, z błoniastą owocnią, ukryty w podkwiatkach. Nasiona dwóch rodzajów; większe mają średnicę 2-2,5 mm, są brązowe lub żółte, o szorstkiej powierzchni z płytkimi wgłębieniami, mniejsze mają średnicę 1,5-2 mm, są czarne, gładkie i lśniące.

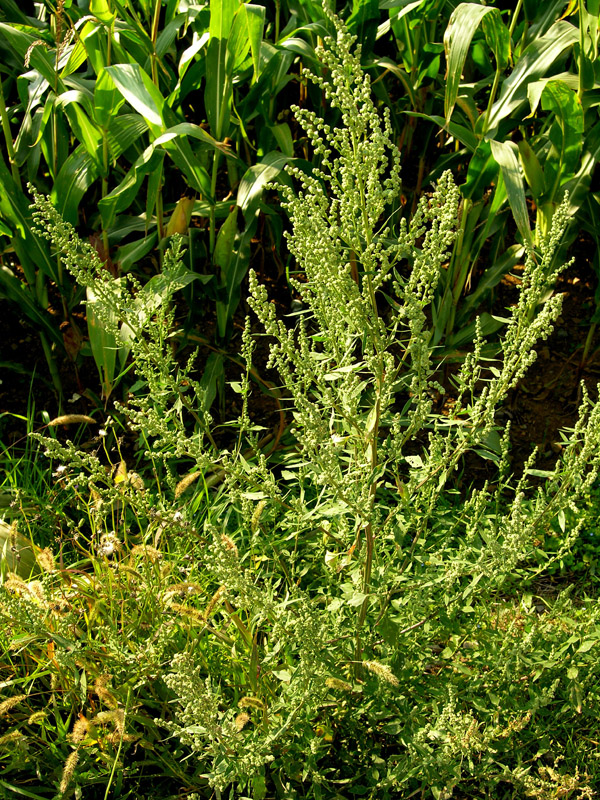
Pokrój
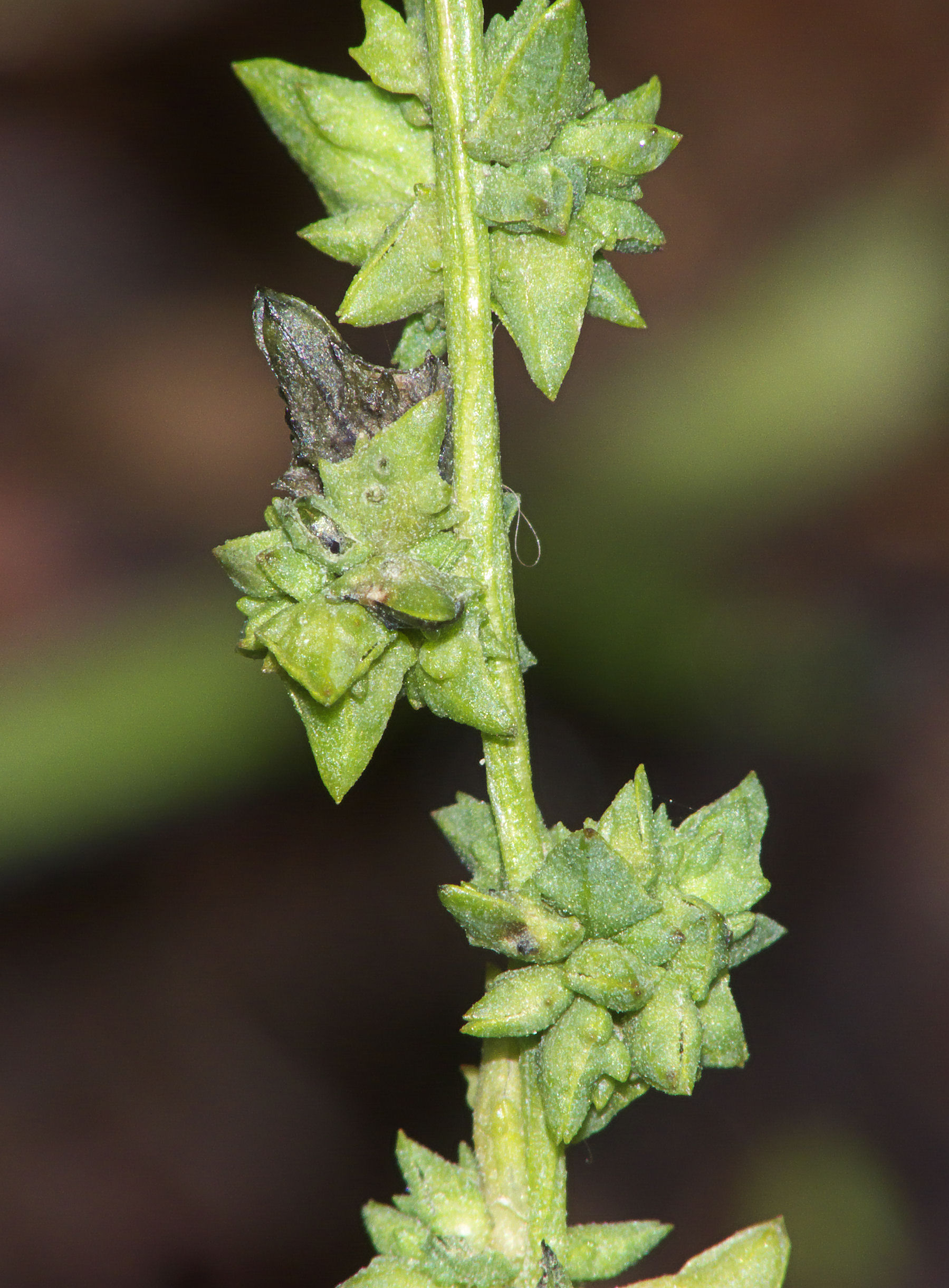
Kwiatostan
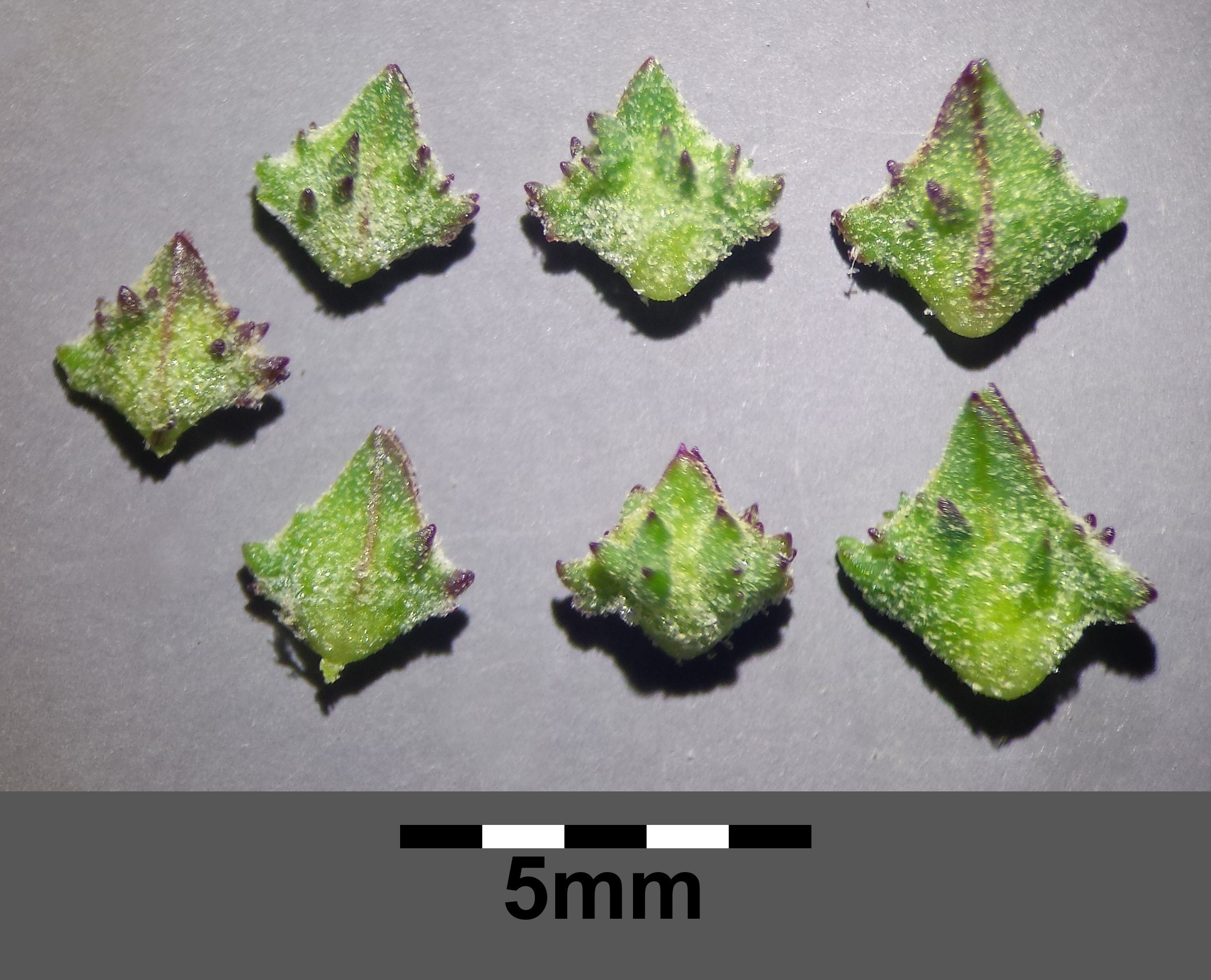
Kwiaty żeńskie
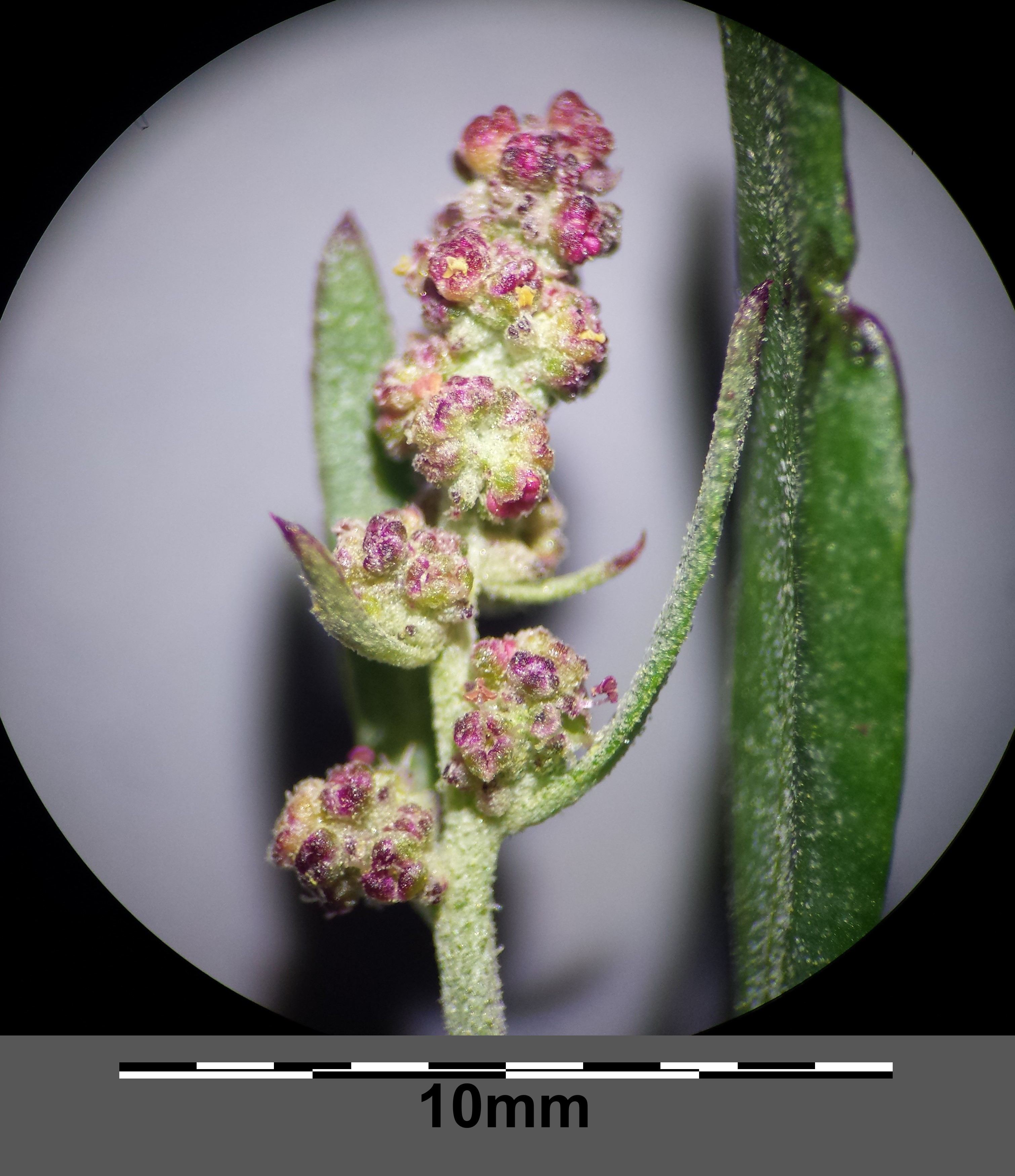
Kwiaty męskie
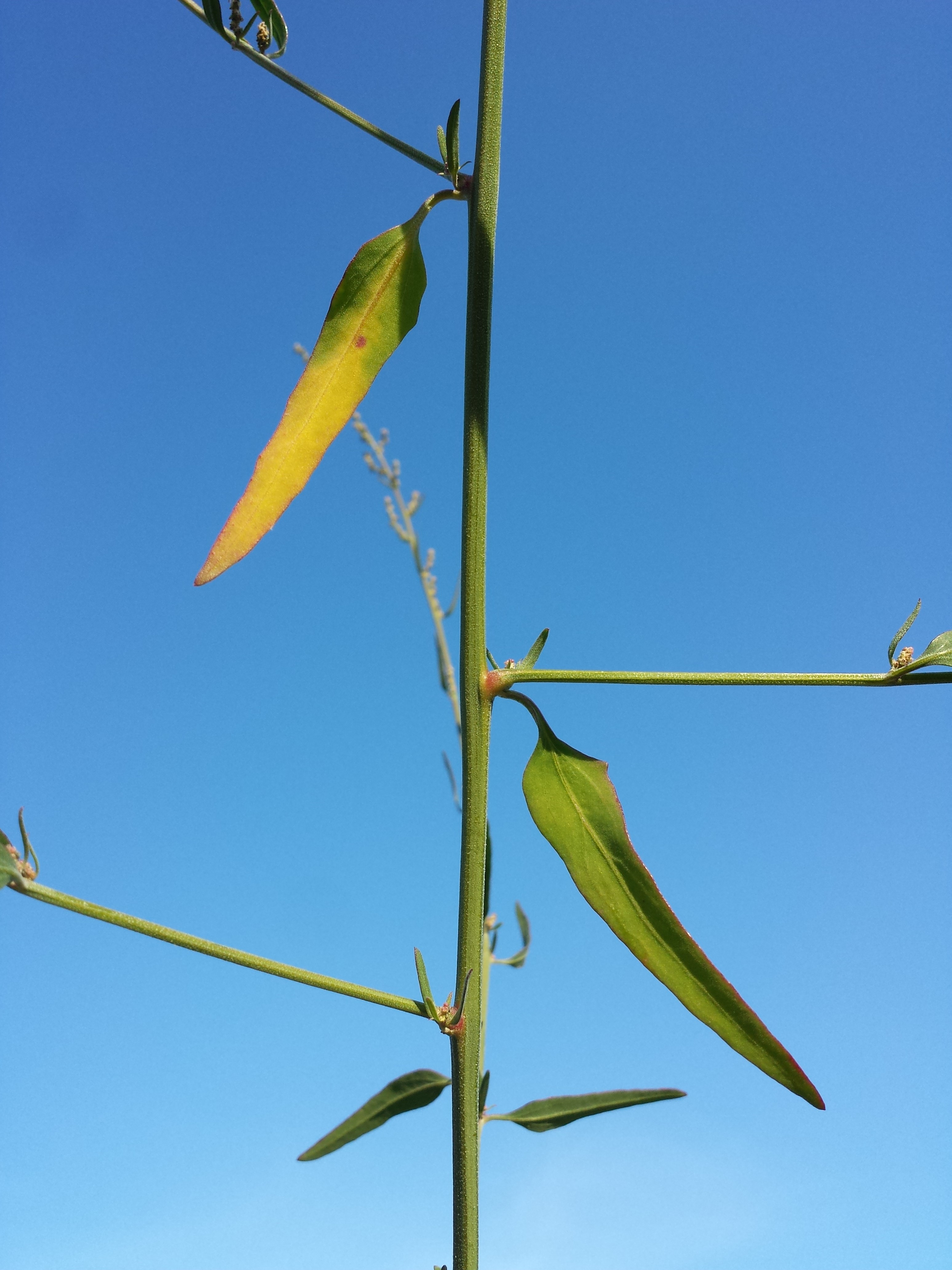
Pęd

## Biologia i ekologia
RozwójRoślina jednoroczna. Kwitnie od lipca do września.
SiedliskoRośnie na siedliskach ruderalnych (przy domach i drogach, na nieużytkach, wysypiskach) i półnaturalnych (na aluwiach nadrzecznych). Jest też uciążliwym chwastem roślin okopowych w ogrodach i polach. Łatwo rozprzestrzenia się wraz z obornikiem, kompostem i niedokładnie oczyszczonym materiałem siewnym.  Roślina azotolubna i wskaźnikowa gleb gliniastych. W klasyfikacji zbiorowisk roślinnych gatunek charakterystyczny dla O. Polygono-Chenopodietalia i gatunek wyróżniający dla Ass. Chenopodio-Atriplicetum.
Genetyka i zmiennośćLiczba chromosomów 2n = 36. Tworzy mieszańce z łobodą oszczepowatą i ł. wąskolistną.
Korelacje międzygatunkoweNa łobodzie rozłożystej pasożytuje grzyb Stagonospora atriplicis, grzybopodobny lęgniowiec Peronospora arborescens wywołujący mączniaka rzekomego i żerują niektóre pluskwiaki.

## Zastosowanie
W okresach głodu w Europie mięsiste łodygi i liście łobody rozłożystej i niektórych innych gatunków łobód były używane jako pokarm. W smaku przypominają szpinak. Smaczniejsze i łatwiej strawne są po ugotowaniu. Jako pokarm zbierano także nasiona różnych gatunków łobód. Zmielone dodawano do zupy lub do chleba. Nasiona łobód zbierało kilkanaście plemion Indian Ameryki Północnej. m.in. plemiona Gosiute, Hopi i Pima. Po uprażeniu ucierano je na mąkę. Indianie ci odżywiali się także młodymi pędami łobód.